# Los Remedios (district de Séville)
Pour les articles homonymes, voir Remedios.
Los Remedios est un des onze districts (es) de la ville andalouse de Séville, en Espagne. Los Remedios est également le nom d'un quartier de ce district, le deuxième quartier étant Tablada. Il doit son nom au couvent des carmes déchaussés actuellement disparu de Notre-Dame des Remèdes (es) (Nuestra Senora de los Remedios ou Carmelita de Los Remedios), mais dont l'église existe toujours : elle se trouve à la place de Cuba, et abrite le musée du véhicule hippomobile (museo de carruajes). Le district de Los Remedios est, avec Triana, un des deux districts de la ville se trouvant à l'ouest de la darse du Guadalquivir qui traverse Séville du nord au sud. Il compte 27 009 habitants.

## Quartiers

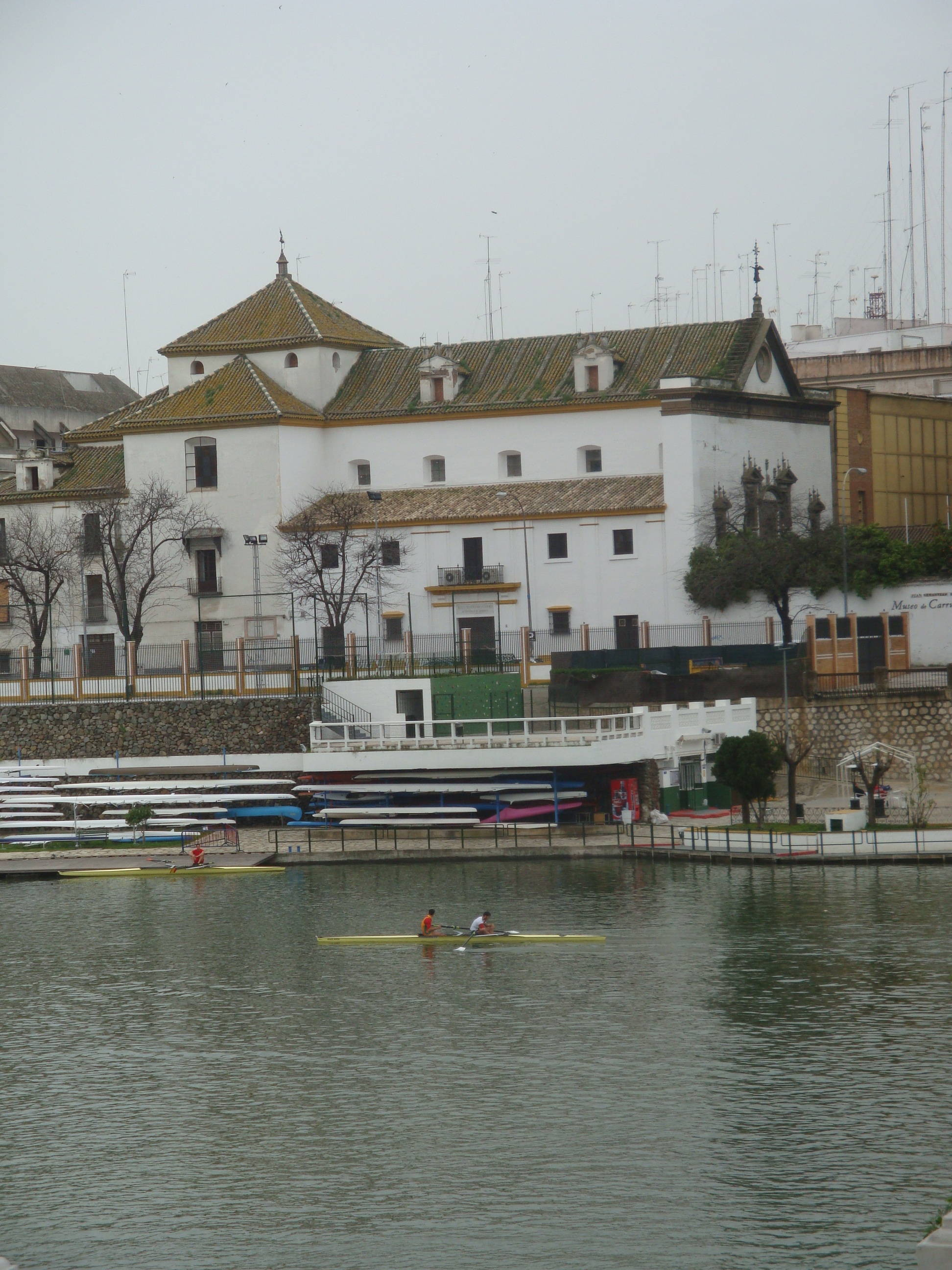
L'église qui abritait le couvent des Carmelita de Los Remedios, actuel musée du véhicule hippomobile.

### Quartier de Los Remedios
Il compte 25 489 habitants. Le développement du quartier a débuté dès 1920, grâce notamment à la construction en 1929 (dans le contexte de l'Exposition ibéro-américaine) du pont Alphonse XIII et, deux ans plus tard, du pont de San Telmo, les deux reliant le quartier au centre historique de la ville. Depuis, il n'a cessé de se développer, notamment dans les années 1970 avec la création du parc des Princes de Séville et avec son extension en direction du sud, où se trouve actuellement le site de la Feria de Abril.

### Quartier de Tablada
Le quartier de Tablada, qui compte 1 520 habitants, se trouve au sud du district.